# Genesis GV70
Genesis GV70 – samochód osobowy typu SUV klasy średniej produkowany pod południowokoreańską marką Genesis od 2020 roku.

## Historia i opis modelu

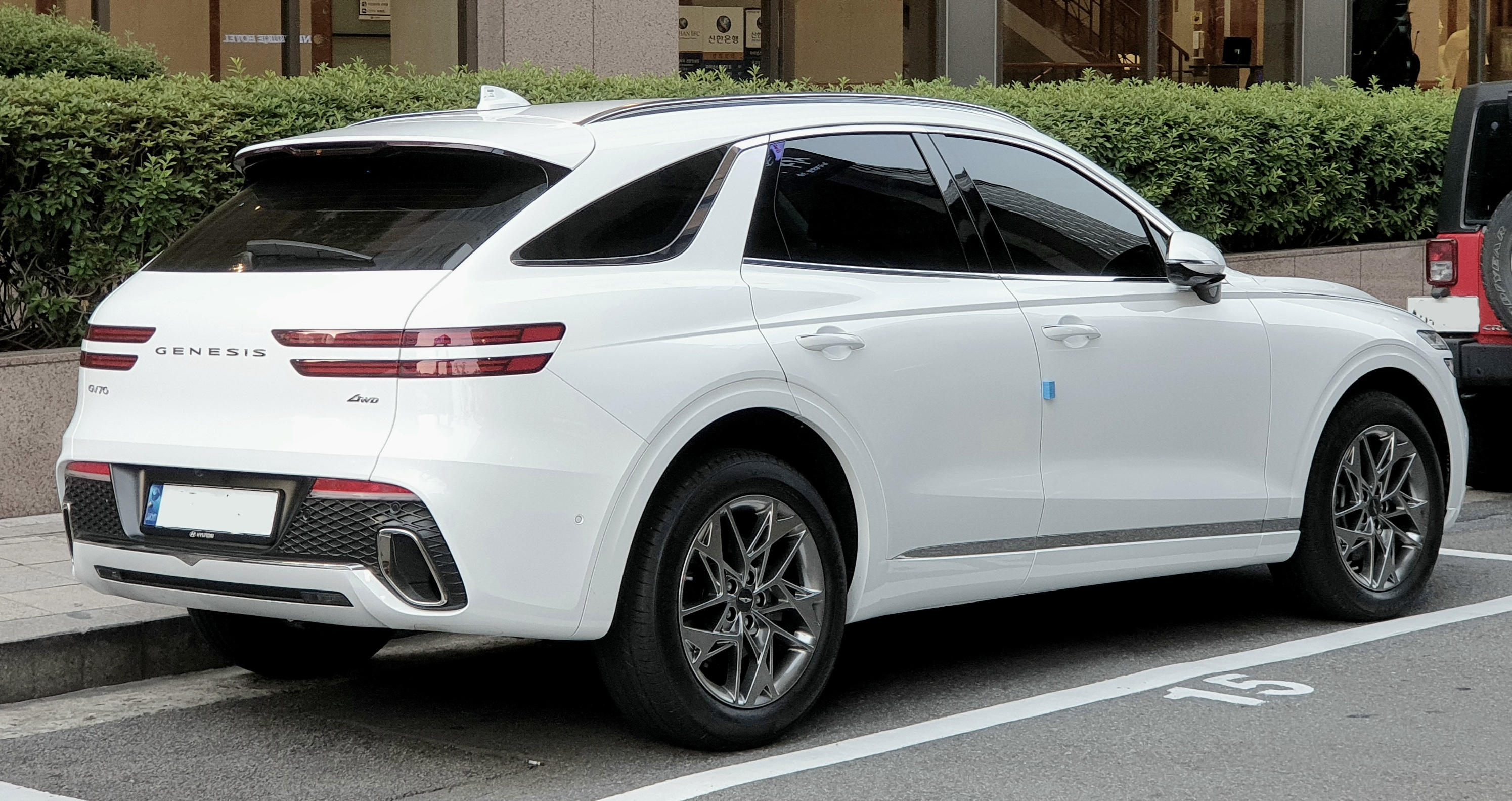
Genesis GV70 - tył

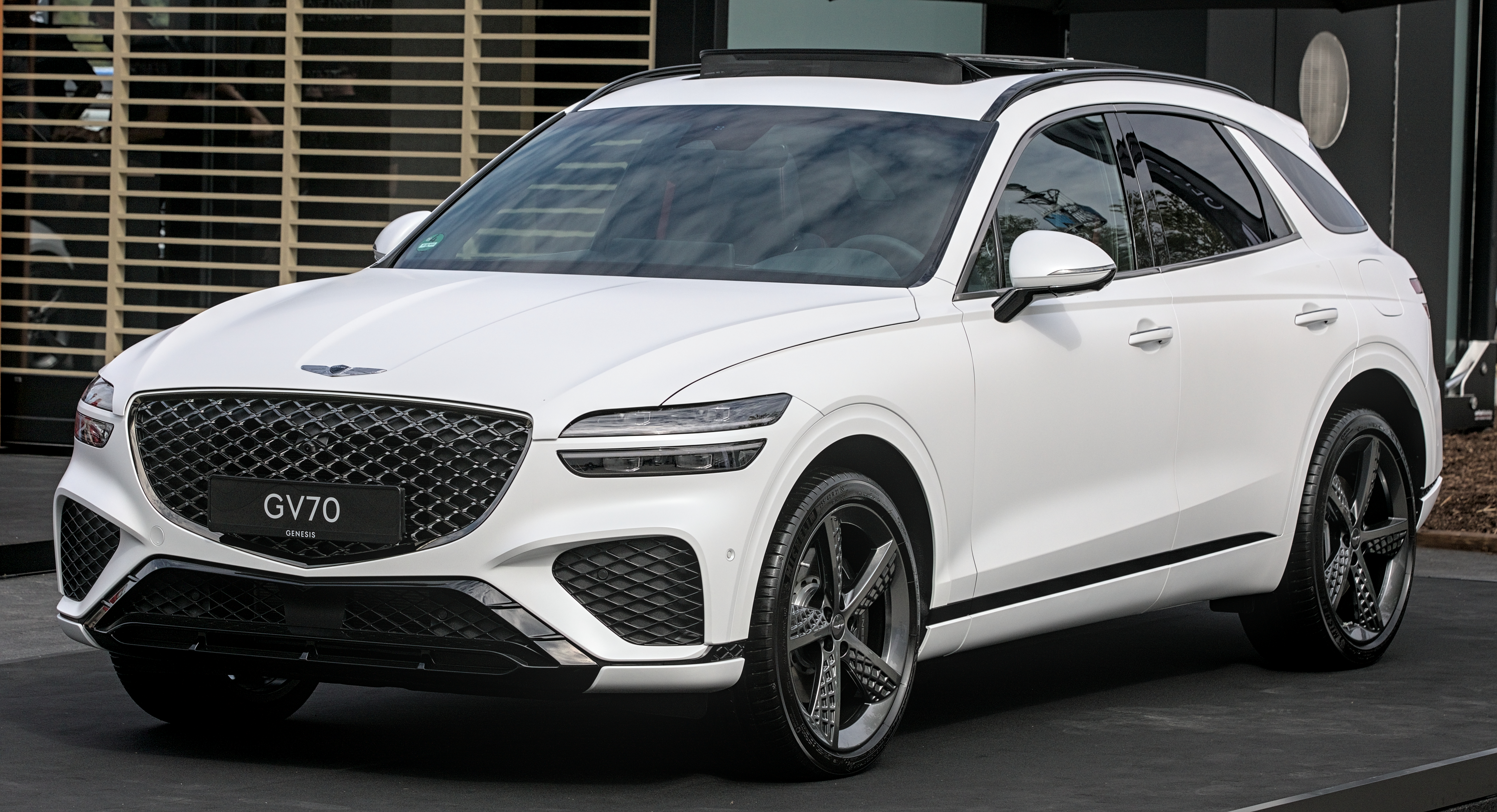
Genesis GV70 Sport

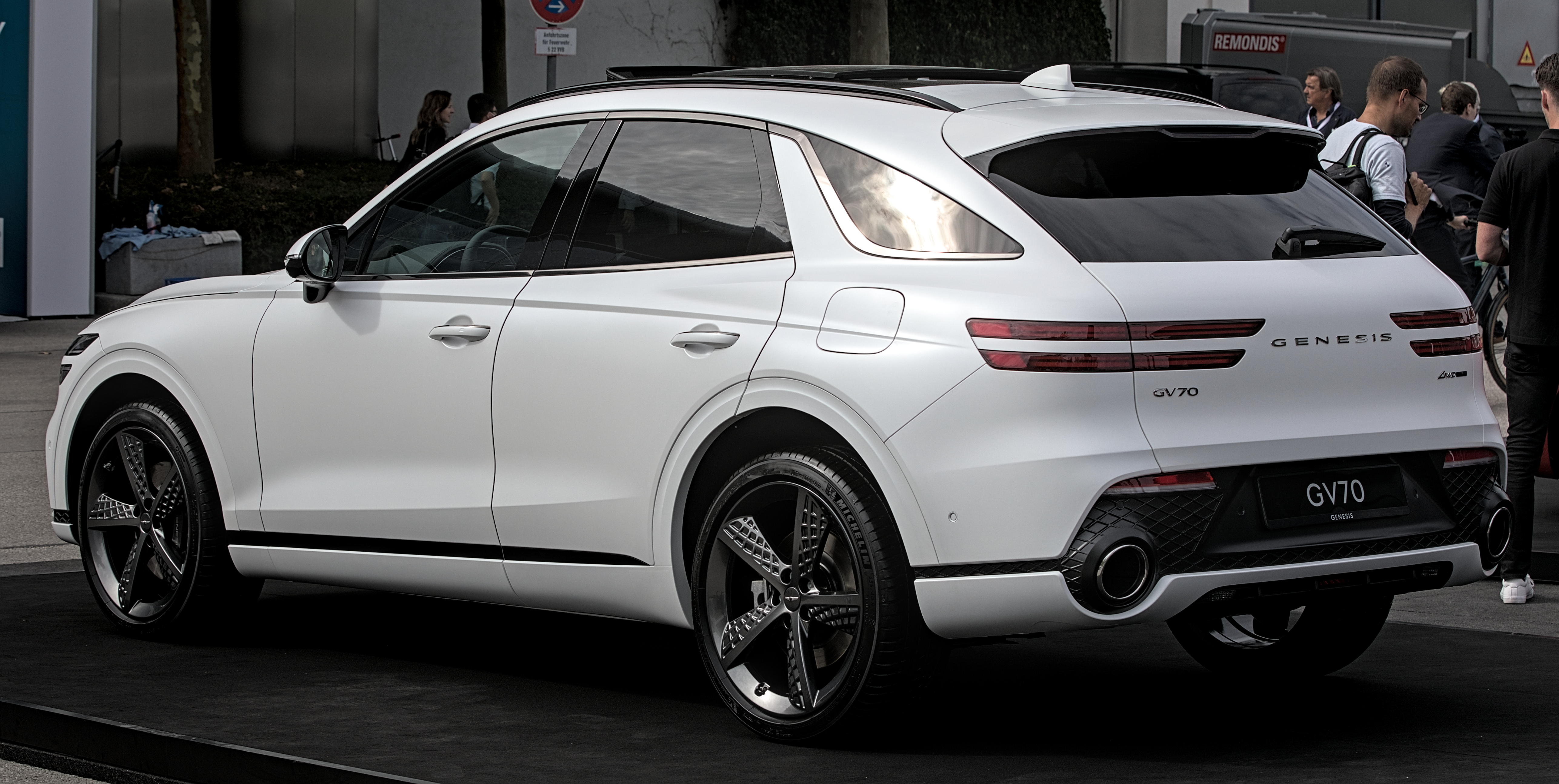
Genesis GV70 Sport - tył

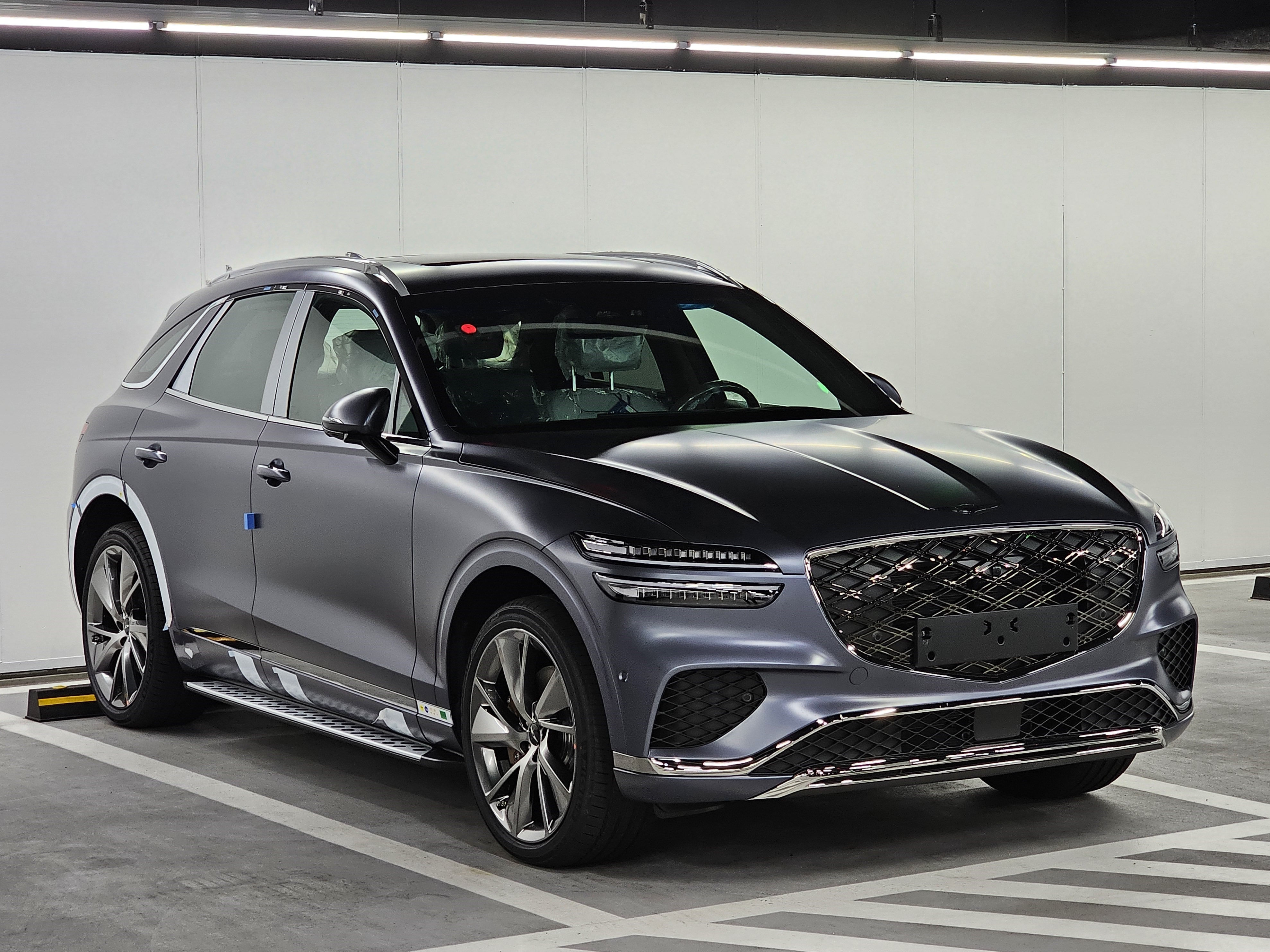
Genesis GV70 po liftingu

Jesienią 2019 roku, jeszcze przed premierą pierwszego SUV-a marki Genesis w postaci modelu GV80, pojawiły się pierwsze informacje o planach wprowadzenia kolejnego tego typu, lecz mniejszego modelu o nazwie GV70 będącego odpowiedzią na średniej wielkości SUV-y jak m.in. BMW X3 czy Porsche Macan.
Pierwszą oficjalną zapowiedź GV70 przedstawiono w pod koniec września 2020 roku, ukazując kluczowe cechy wyglądu pod drobnym maskowaniem. Oficjalna prezentacja odbyła się z kolei dwa miesiące później, na początku grudnia 2020 roku.
Drugi SUV południowokoreańskiej marki wyróżnia się masywną sylwetką z łagodnie opadającą linią dachu, a charakterystycznym akcentem jest płynnie biegnący słupek C w kształcie bumerangu połączony z zaokrąglonym tyłem. Stylistykę zdominował motyw podwójnej kreski, który widoczny jest nie tylko w reflektorach i lampach tylnych, ale i kierunkowskazach w błotnikach. Projekt stylistyczny opracował szef grupy Hyundai, Luc Donckerwolke.
Kabina pasażerska zyskała estetykę nawiązującą do debiutujących na początku 2020 roku modeli GV80 i G80, wyróżniając się obfitym pasek skóry biegnącym przez całą szerokość kokpitu, a także łukowatym panelem z fizycznymi przyciskami klimatyzacji. Na górnej części deski rozdzielczejm umieszczono 14,5-calowy ekran systemu multiedialnego, który opracowany został we współpracy z technologicznym gigantem Nvidia.
Genesis GV70 został pierwszym samochodem na świecie z systemem autoryzacji dostępu do pojazdu dzięki czujnikowi odcisku palca właściciela.

### Lifting
W kwietniu 2024 GV70 przeszedł modernizację, która upodobniła średniej wielkości SUV-a do nowszych konstrukcji Genesisa. Pas przedni zyskał przeprojektowany zderzak z inaczej ściętym wlotem powietrza, a także inne wkłady LED w reflektorach. Kosmetyczne zmiany zastosowano także w tylnym zderzaku oraz wzorach alufelg. Ponadto przeprojektowano kokpit, gdzie odrębne dotąd zegary zespolono z centralnym wyświetlaczem systemu multimedialnego za pomocą jednej, zakrzywionej tafli OLED o przekątnej 27 cali.

### Sprzedaż
Początek sprzedaży Genesisa GV70 w pierwszej kolejności miał w styczniu 2021 roku na rodzimym rynku Korei Południowej. Sprzedaż pojazdu rozpoczęła się w Ameryce Północnej pod koniec marca 2021 roku, z kolei początek sprzedaży w Australii i Nowej Zelandii zaplanowano na drugą połowę 2021 roku.  W kwietniu 2021 roku ogłoszony został debiut pełnej oferty modelowej marki Genesis na rynku chińskim. Ponadto, samochód trafił także do oferty w Europie w związku z równoległym wkroczeniem marki Genesis na ten rynek pod koniec 2021 roku.

### Silniki
- R4 2.5l T-GDI 300 KM
- V6 3.5l T-GDI 375 KM
- R4 2.2l CRDi 207 KM

### Electrified GV70

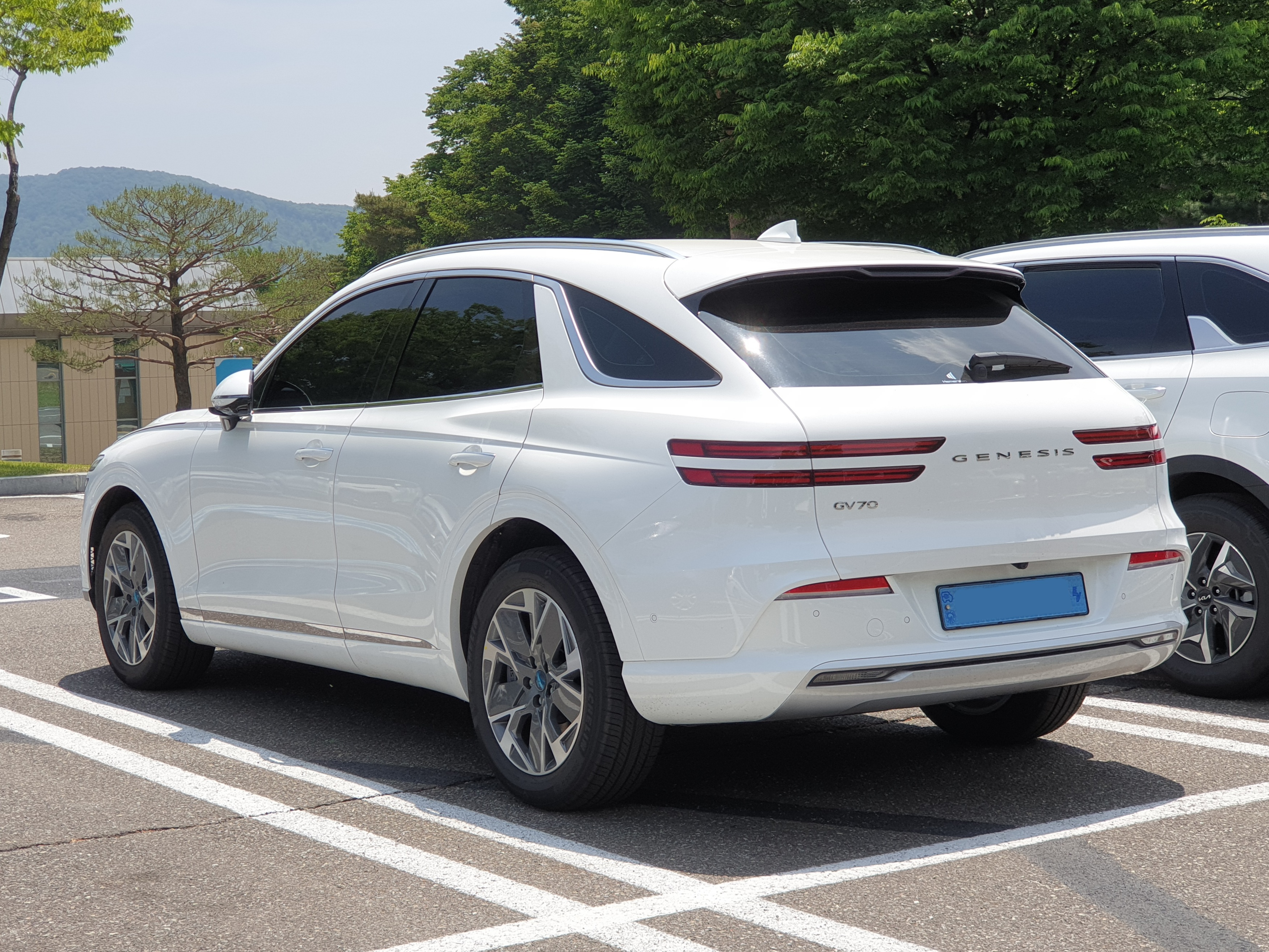
Genesis Electrified GV70 - tył

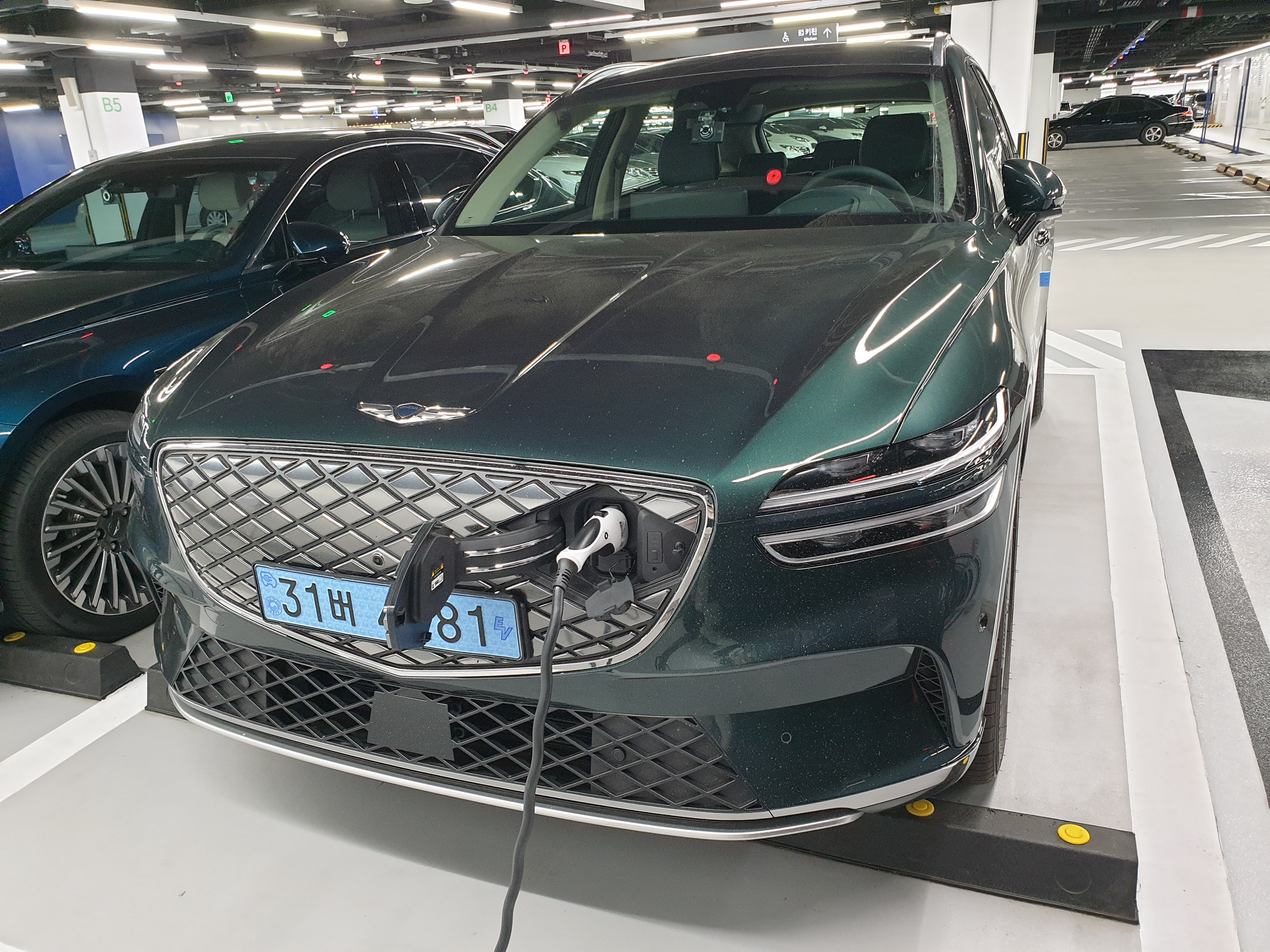
Genesis Electrified GV70 podczas ładowania

Genesis Electrified GV70 został zaprezentowany po raz pierwszy w 2021 roku.
Rok po debiucie średniej wielkości SUV-a GV70, Genesis poszerzyło gamę modelową o w pełni elektryczny wariant o dodatkowym przydomku Electrified w nazwie jako większą i przestronniejszą alternatywę dla modelu GV60. Światowa premiera pojazdu odbyła się podczas targów samochodowych Guangzhou Auto Show 2021 w chińskim Kantonie.
Podobnie jak przedstawiony wcześniej inny zelektryfikowany model Electrified G80, samochód pod kątem wizualnym odróżniło zastąpienie atrapy chłodnicy dużą, plastikową zaślepką koegzystującą z klapką dającą dostęp do gniazda ładowania w kształcie rombu. Z tyłu z kolei usunięto duże rury wydechowe na rzecz jednorodnej zaślepki.

### Sprzedaż
Elektryczny Genesis GV70 ma być oferowany poczynając od 2022 roku we wszystkich rynkach, gdzie obecna jest południowokoreańska firma jak m.in. Korea Południowa, Chiny, Stany Zjednoczone czy Europa Zachodnia. Jako pierwszy samochód marki Genesis, do produkcji pojazdu wyznaczono nie rodzime, lecz amerykańskie zakłady Hyundaia w mieście Montgomery.

### Dane techniczne
Genesis Electrified GV70 napędzany jest przez dwa silniki, które razem rozwijają moc 490 KM i 700 Nm maksymalnego momentu obrotowego. Pozwala to rozpędzić się do 100 km/h w 4,5 sekundy. Akumulatory mogą być ładowane mocą 800-woltową, obsługując szybkie ładowarki uzupełniające do 80% akumulatorów w 20 minut. Na jednym ładowaniu elektryczny SUV ma przejechać ok. 400 kilometrów.